# Kaple svatého Floriána a Šebestiána (Bzenec)
Kaple svatého Floriána a Šebestiána je římskokatolická kaple zasvěcená svatému Floriánovi, která se nachází na kopci Starý hrad nad městem Bzenec. Byla postavena v roce 2017 jako replika původní barokní kaple z roku 1703, kterou vyhodili do povětří v dubnu 1945 ustupující němečtí vojáci. Stavbu v hodnotě 15,2 milionu korun provedla firma MSO Kyjov podle projektu Marka Fialy. Budova není vysvěcena, město ji využívá jako obřadní síň a rozhlednu, ke kapli vede z města naučná vinařská stezka. Obnovena byla také socha svatého Floriána, nacházející se na jihovýchodní straně kaple. Slavnostní otevření se uskutečnilo 5. května 2018.

## Galerie

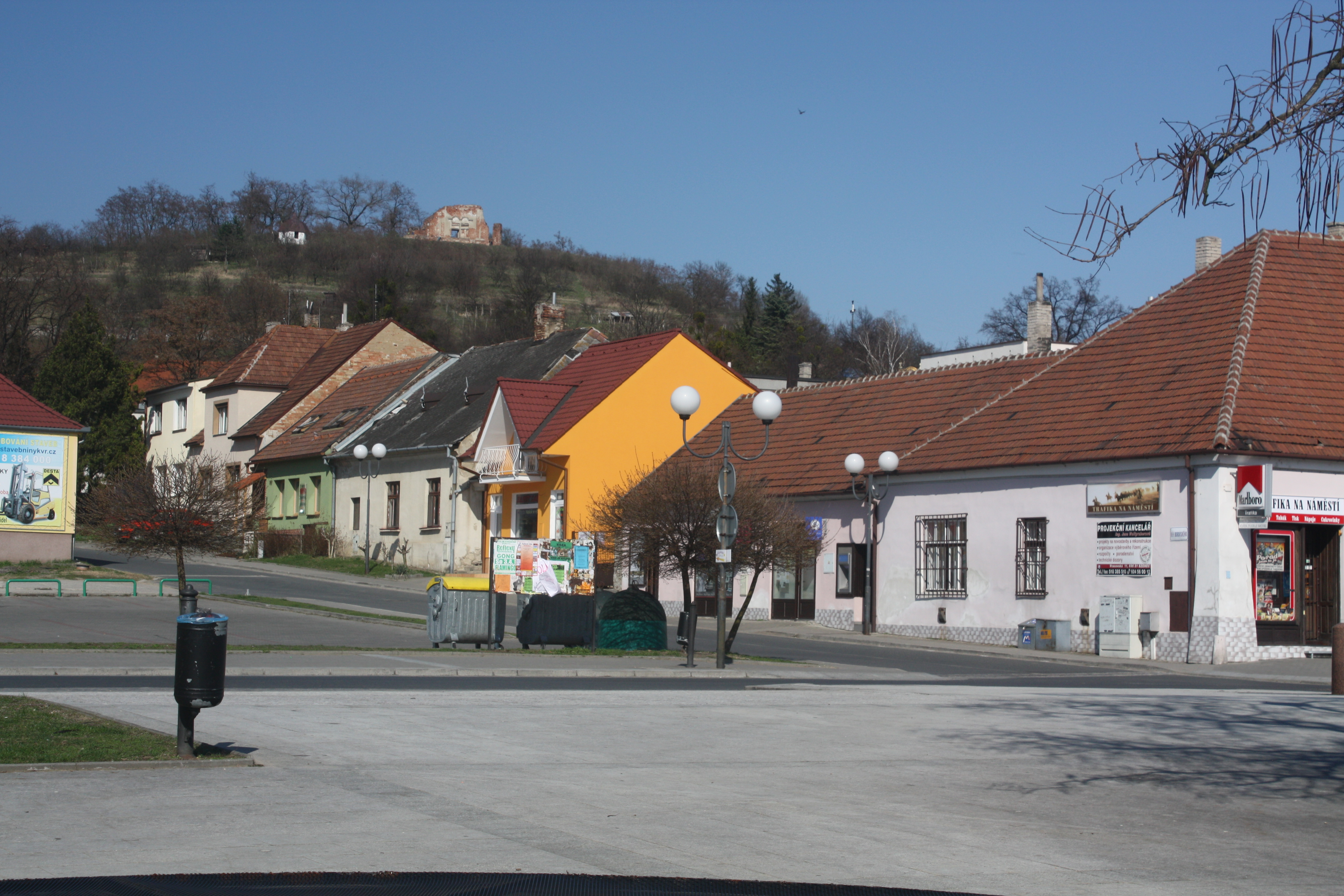
Ruiny kaple nad městem (2010)
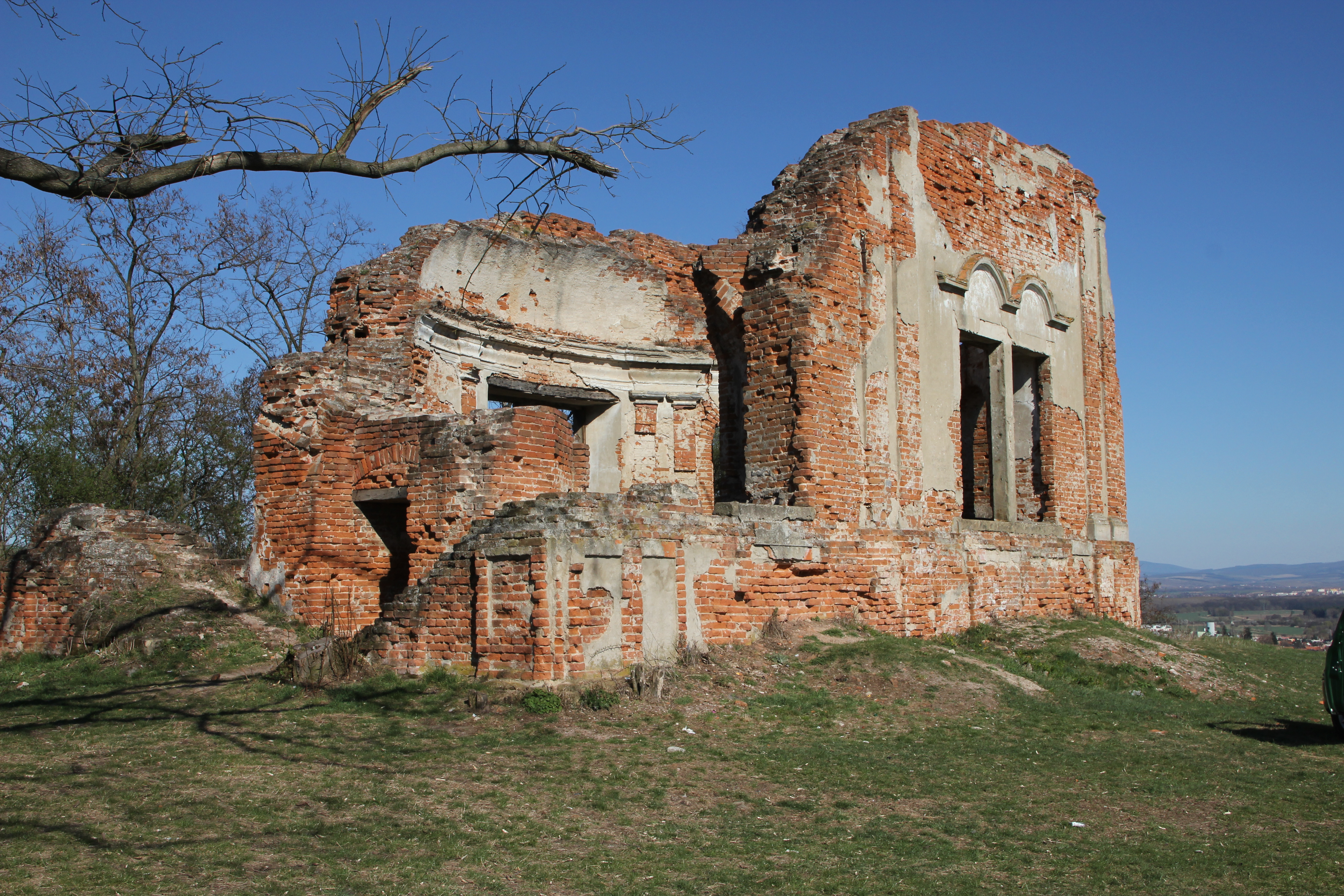
Ruina kaple (2012)
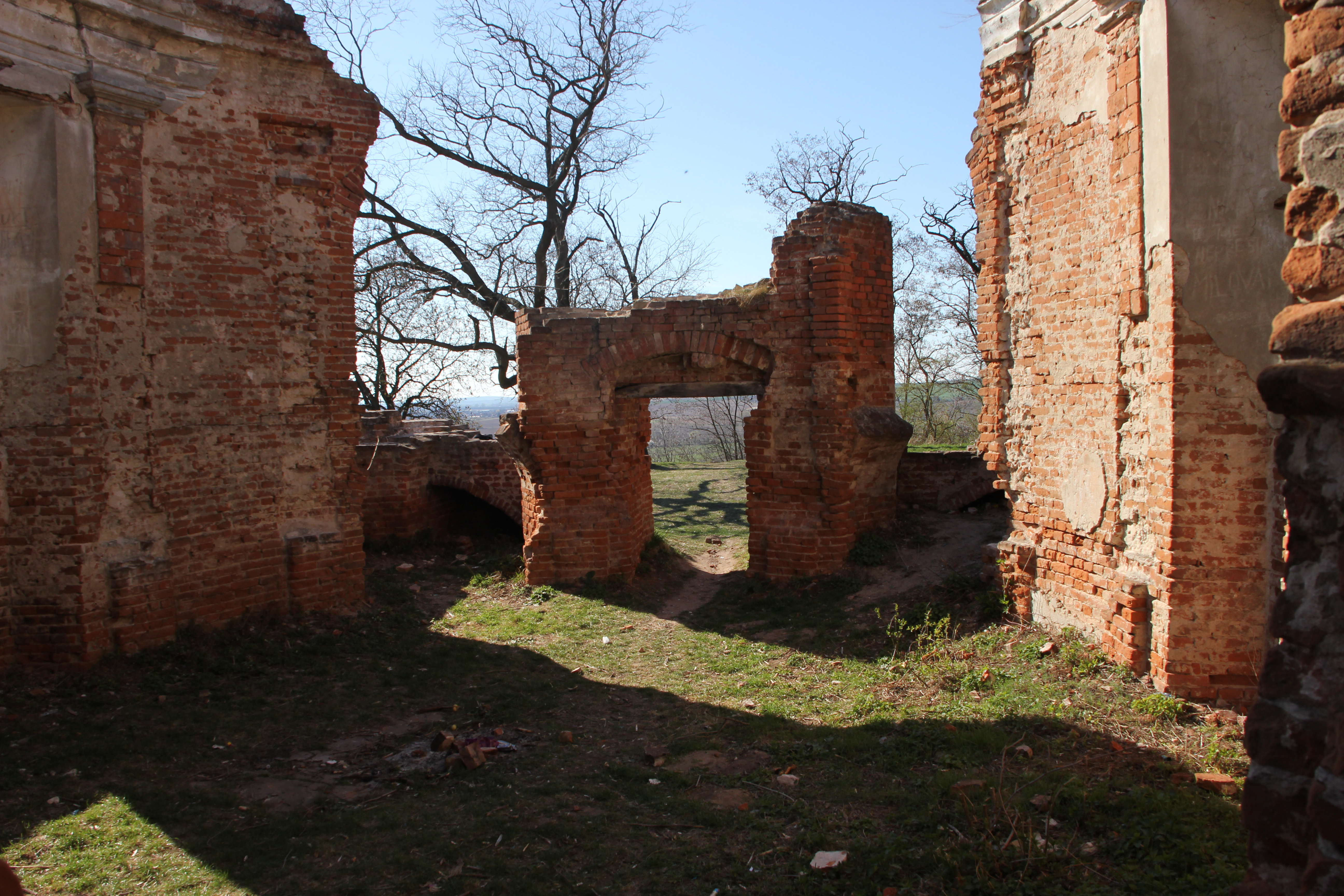
Ruina kaple – detail (2012)
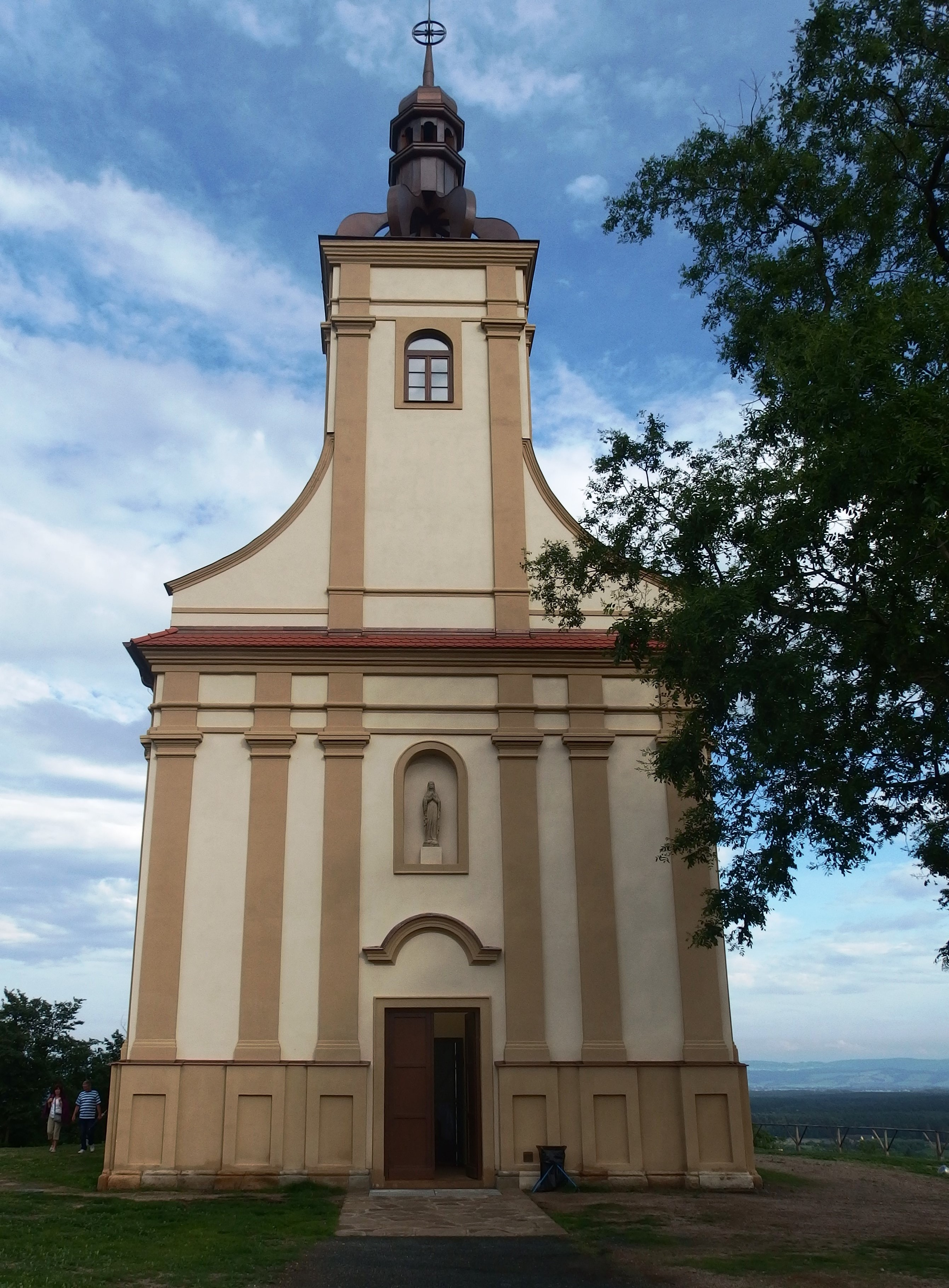
Replika kaple (2018)
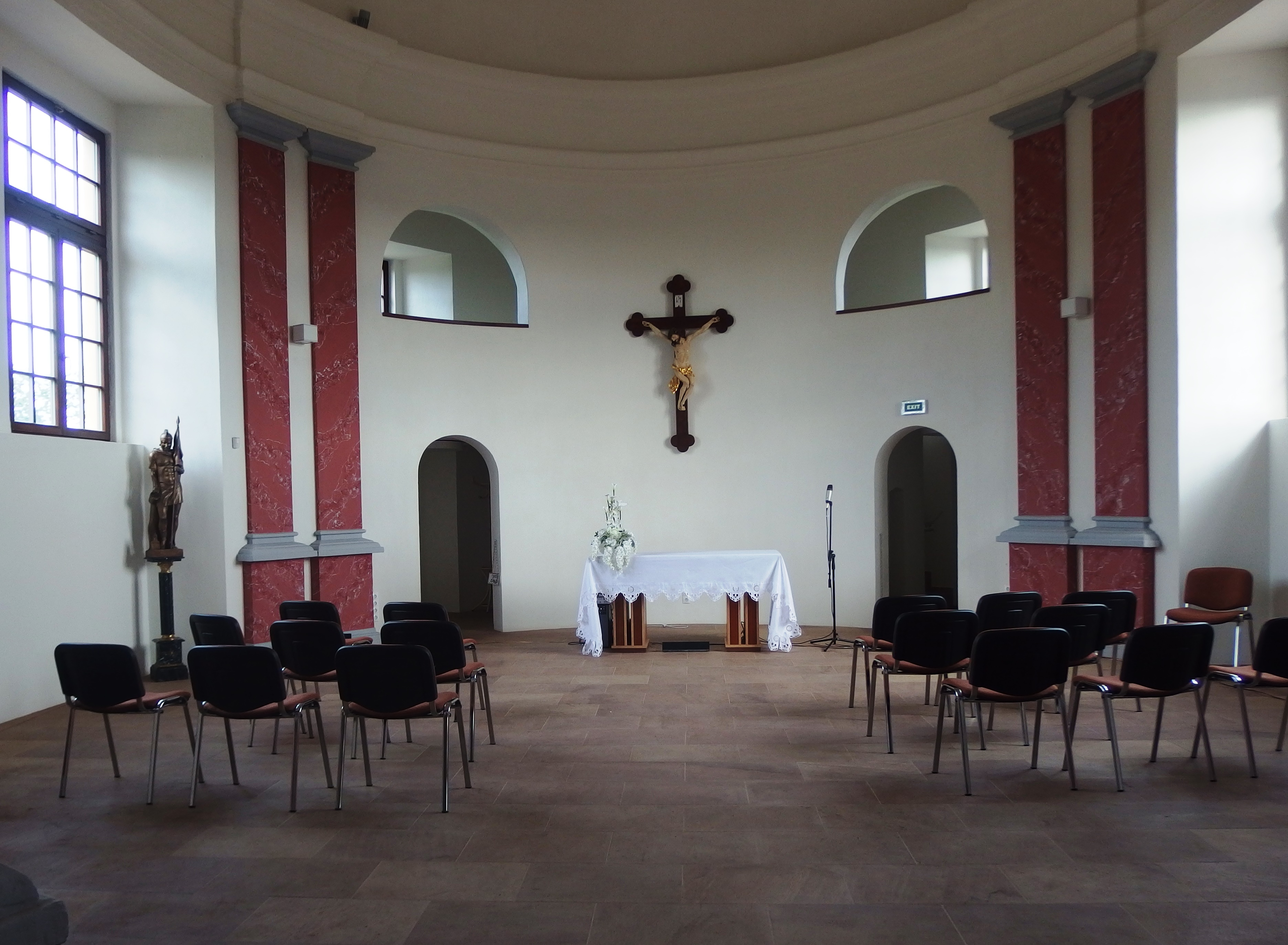
Interiér repliky kaple (2018)
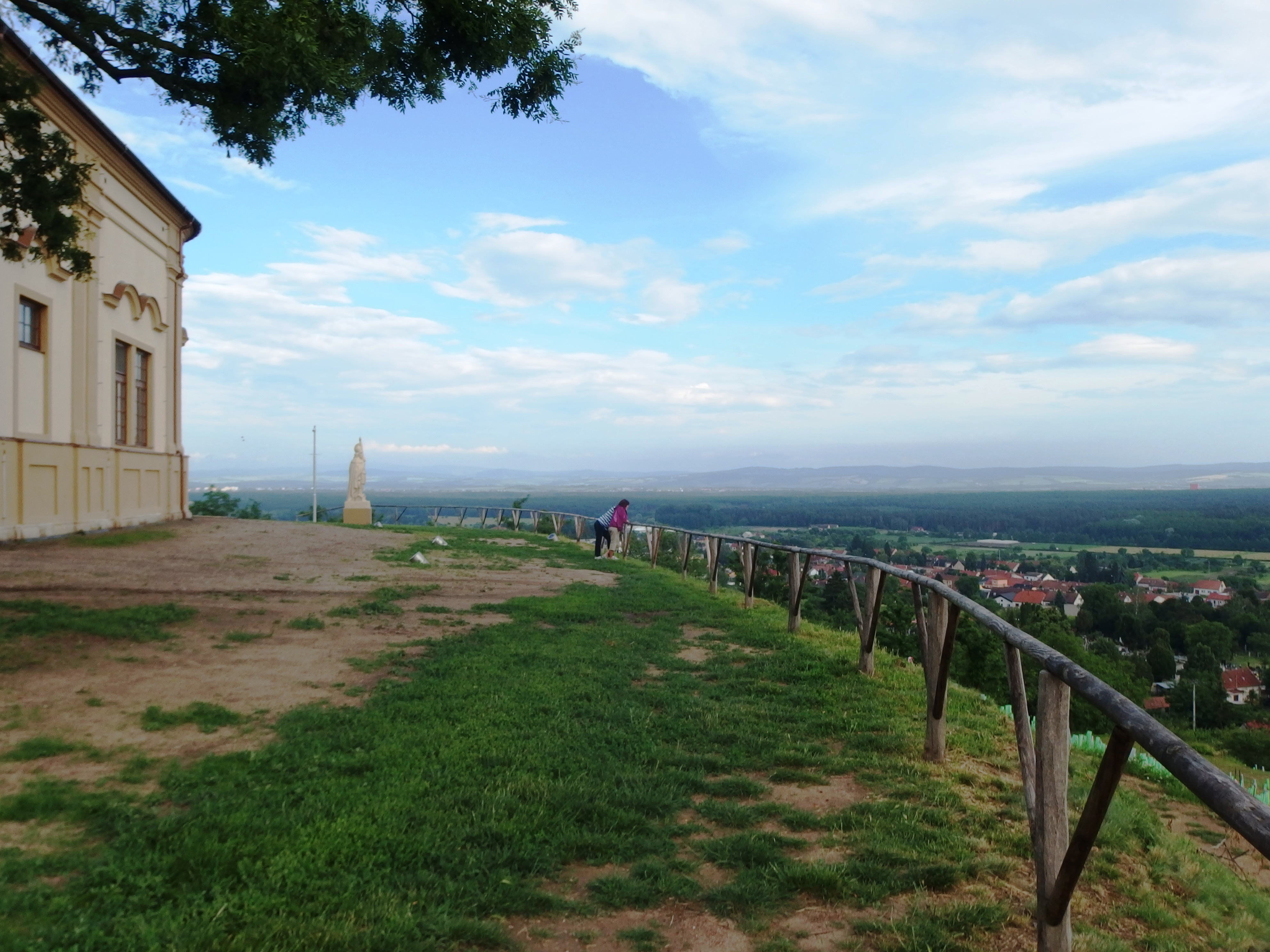
Upravené okolí kaple (2018)
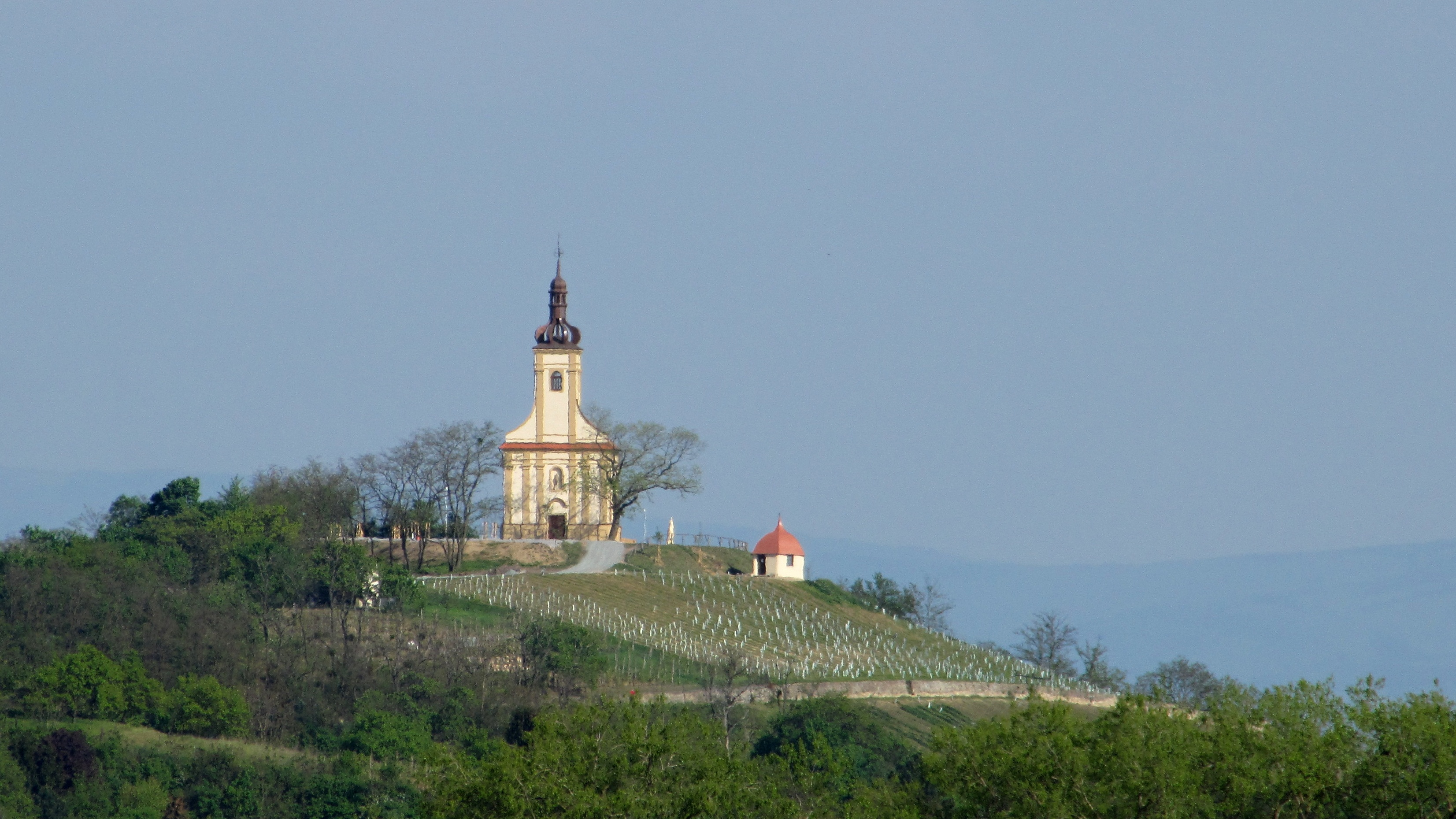
Kaple s okolím (2018)